# Амфитеатров, Егор Васильевич
Егор Васильевич Амфитеатров (1815—1888) — российский богослов. Заслуженный ординарный профессор Московской духовной академии.

## Биография
Сын священника Орловской епархии; родился 24 апреля (6 мая) 1815 года в селе Гнань Дмитровского уезда Орловской губернии. Окончил Орловскую духовную семинарию (1835) и Санкт-Петербургскую духовную академию (1839). В сентябре 1839 года был назначен бакалавром в Московскую духовную академию (МДА) по кафедре словесности и литературы; в конце декабря 1839 года был возведён в степень магистра богословия. С 1844 года — экстраординарный, а с 1848 года — ординарный профессор. Был «одним из даровитых профессоров Московской духовной академии, имел большое влияние на студентов, блестел светских красноречием, остротами, читал без тетрадки, импровизировал…, лекции его, при мастерском изложении, были точны и немногословны…» С 1870 года был помощником ректора по церковно-практическому отделению. Когда в 1874 году истёк возможный по тогдашнему академическому уставу 35-летний срок его службы при академии, последняя, исходатайствовала ему исключительное право читать лекции по найму. С августа 1876 года — заслуженный профессор МДА. В сентябре 1884 года вышел в отставку.
В период 1873—1888 годов состоял городским головой Сергиева Посада.
По свойственной многим учёным того времени скромности он удерживался от печатания своих сочинений. Из немного напечатанного — в «Прибавлениях к творениям св. отцев»: «О священной поэзии евреев»; «О существе и свойствах художественной деятельности».
Е. В. Амфитеатров — один из первых русских историков эстетики. Он резко выступал против утилитаризма в эстетике, нигилистического по отношению к красоте: «Не к чести нашей русской философии. Это новое учение, выраженное в такой резкой форме, есть самородное изделие русских умов. Впервые появилось оно… в известной магистерской диссертации Чернышевского…» Он считал, что высшие потребности человечества — не в удобном, а в прекрасном, без красоты и искусства человек вернулся бы к первобытной дикости.
Был женат на дочери священника московской Троице-Единоверческой Церкви Любови Васильевне Зверевой и приходился свояком профессору МДА В. Д. Кудрявцеву-Платонову и известному московскому протоиерею Е. М. Алексинскому. В семье было шестеро детей: Владимир, Елизавета, Мария, Александра, Вера и Сергей.
Умер 17 (29) мая 1888 года. Был похоронен в Сергиевом Посаде на Вознесенском кладбище.